# Love Me, Please Love Me
"Love Me, Please Love Me" is een nummer van de Franse singer-songwriter Michel Polnareff. Het verscheen op zijn gelijknamige debuutalbum uit 1966. Dat jaar werd het uitgebracht als de tweede single van het album.

## Achtergrond
"Love Me, Please Love Me" is geschreven door Polnareff en Frank Gérald en geproduceerd door Charles Blackwell. Het nummer wordt grotendeels in het Frans gezongen; de enige Engelstalige woorden komen voor wanneer de titel gezongen wordt. Het werd opgenomen in de Pye Studios in Londen. Het lied werd aangedragen voor de Rose d'or d'Antibes, waar het de Prix de la Critique (critici-prijs) ontving.
Binnen een week na uitgave stond "Love Me, Please Love Me" op de tweede plaats in de Franse hitlijsten. Al snel stootte het door naar de eerste plaats en werd het in Frankrijk de grootste zomerhit van 1966. In een voorloper van de Waalse Ultratop 50 werd het een nummer 1-hit, terwijl in een voorloper van de Vlaamse Ultratop 50 de zevende plaats behaalde. In een aantal landen werd het samen met "L'amour avec toi" uitgebracht als dubbele A-kant. In deze vorm kwam het in Nederland tot plaats 23 in de Top 40 en plaats 15 in de Parool Top 20.
"Love Me, Please Love Me" werd gecoverd door een aantal andere artiesten. In 1966 nam Mario Tessuto een Italiaanse versie op met tekst van Herbert Pagani. In 1967 gebruikte Sandie Shaw een volledig Engelstalige versie als titelnummer voor haar album Love Me, Please Love Me. Zij bracht tevens een Italiaanse versie uit met de titel "Amami, ti prego amami". In 1967 verscheen tevens een instrumentale versie van het orkest van Paul Mauriat. In Nederland nam Willeke Alberti een vertaling met tekst door Gerrit den Braber op onder de titel "Rozen, tien rozen", waarop zij werd begeleid door het orkest van Jack Bulterman. Ook onder meer Jimmie Rodgers en Tony Marshall brachten het nummer uit.

## Hitnoteringen

### Nederlandse Top 40
| Hitnotering: 03-09-1966 t/m 22-10-1966 | Hitnotering: 03-09-1966 t/m 22-10-1966 | Hitnotering: 03-09-1966 t/m 22-10-1966 | Hitnotering: 03-09-1966 t/m 22-10-1966 | Hitnotering: 03-09-1966 t/m 22-10-1966 | Hitnotering: 03-09-1966 t/m 22-10-1966 | Hitnotering: 03-09-1966 t/m 22-10-1966 | Hitnotering: 03-09-1966 t/m 22-10-1966 | Hitnotering: 03-09-1966 t/m 22-10-1966 | Hitnotering: 03-09-1966 t/m 22-10-1966 |
| Week                                   | 1                                      | 2                                      | 3                                      | 4                                      | 5                                      | 6                                      | 7                                      | 8                                      |                                        |
| -------------------------------------- | -------------------------------------- | -------------------------------------- | -------------------------------------- | -------------------------------------- | -------------------------------------- | -------------------------------------- | -------------------------------------- | -------------------------------------- | -------------------------------------- |
| Nummer                                 | 28                                     | 23                                     | 23                                     | 24                                     | 27                                     | 33                                     | 32                                     | 34                                     | uit                                    |

### Parool Top 20
| Hitnotering: 10-09-1966 t/m 17-09-1966 | Hitnotering: 10-09-1966 t/m 17-09-1966 | Hitnotering: 10-09-1966 t/m 17-09-1966 | Hitnotering: 10-09-1966 t/m 17-09-1966 |
| Week                                   | 1                                      | 2                                      |                                        |
| -------------------------------------- | -------------------------------------- | -------------------------------------- | -------------------------------------- |
| Nummer                                 | 15                                     | 17                                     | uit                                    |

### NPO Radio 2 Top 2000
| Nummer met noteringen in de NPO Radio 2 Top 2000 | '99  | '00  |
| ------------------------------------------------ | ---- | ---- |
| Love Me, Please Love Me                          | 1698 | 1508 |

1. ↑  Een vetgedrukt getal geeft de hoogste notering aan.
2. ↑  Deze tabel is bijgewerkt tot en met de laatste editie (2024).